# Santiago Urquiaga
Santiago Urquiaga Pérez (Barakaldo, 1958. április 18. –) Európa-bajnoki ezüstérmes spanyol válogatott labdarúgó.

## Pályafutása

### Klubcsapatban
Barakaldóban született, Baszkföldön. 1976 és 1979 között az Athletic Bilbao utánpótláscsapatában, a Bilbao Athleticben játszott. Az első csapatban 1979. május 13-án mutatkozott be egy Atlético Madrid elleni bajnokin és összesen kilenc szezonon keresztül volt a klub játékosa. A Bilbao színeiben 1983-ban és 1984-ben megnyerte a spanyol bajnokságot. Pályafutása utolsó két évét az Espanyol színeiben töltötte. 1988-ban bejutott csapatával az UEFA-kupa döntőjébe, ahol a Bayer Leverkusen ellen büntetők után alulmaradtak. 1989-ben, 31 évesen fejezte be az aktív játékot.  

### A válogatottban
1980 és 1984 között 14 alkalommal szerepelt a spanyol válogatottban. Egy Anglia elleni barátságos mérkőzésen mutatkozott be 1980. március 26-án, melyet 2–0 arányban elveszítettek. Részt vett az 1980. évi nyári olimpiai játékokon, az 1982-es világbajnokságon és az 1984-es Európa-bajnokságon, ahol bejutottak a torna döntőjébe, de a házigazda Franciaország ellen 2–0-ás vereséget szenvedtek.

## Sikerei, díjai
Athletic Bilbao
- Spanyol bajnok (2): 1982–83, 1983–84
- Spanyol kupa (1): 1983–84
- Spanyol szuperkupa (1): 1984

RCD Espanyol
- UEFA-kupa döntős (1): 1987–88

Spanyolország
- Európa-bajnoki döntős (1): 1984

## Külső hivatkozások
- Santiago Urquiaga adatlapja a National-Football-Teams.com oldalon (angolul)

- Santiago Urquiaga (angol nyelven). FootballDatabase.eu
- Santiago Urquiaga (angol nyelven). eu-football.info
- Santiago Urquiaga (angol, katalán, spanyol nyelven). BDFutbol.com
- Santiago Urquiaga adatlapja a worldfootball.net oldalon (angolul)